# Aleksander Landau (1921–1999)

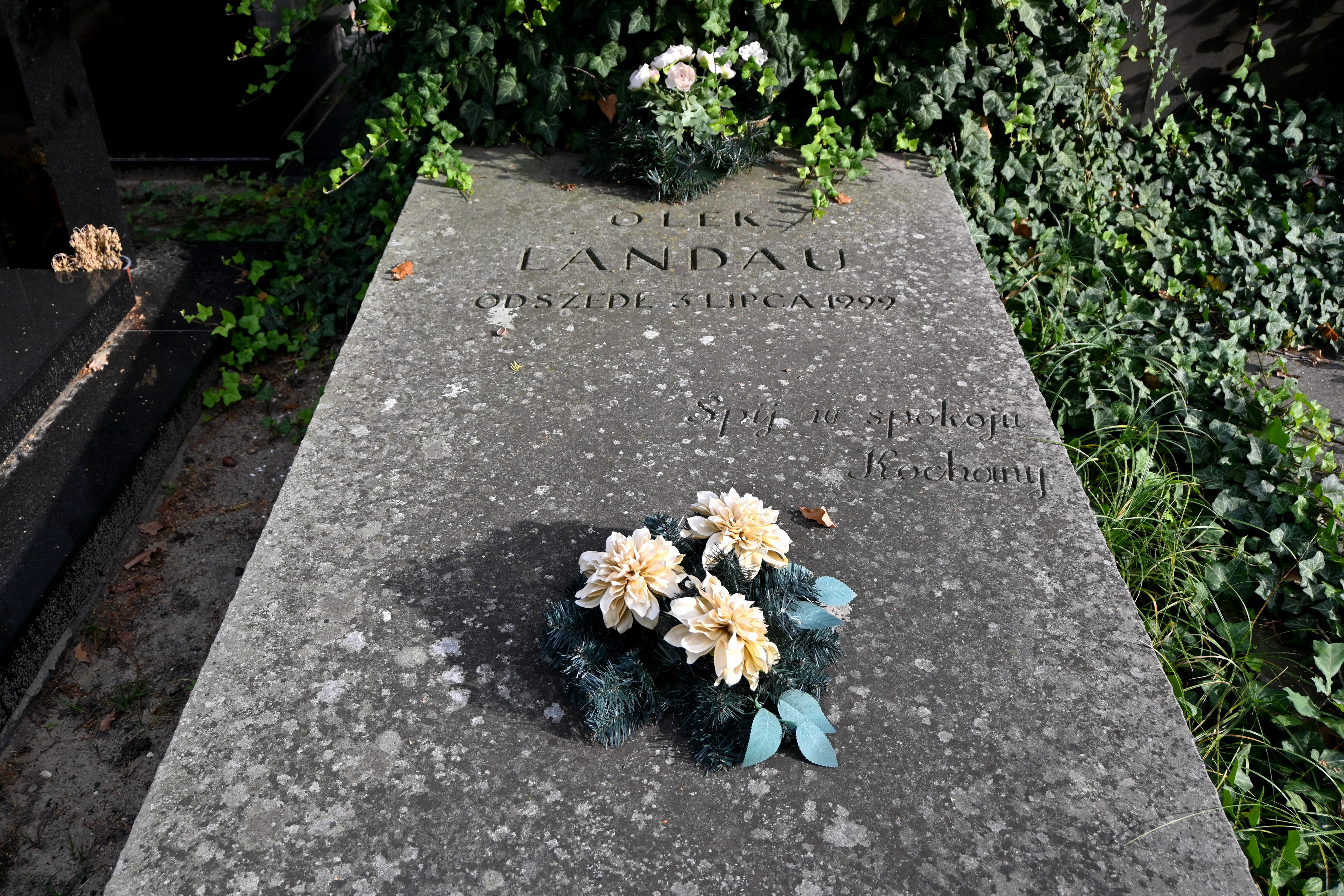
Grób Aleksandra Landaua na Cmentarzu Wojskowym na Powązkach w Warszawie

Aleksander Landau (ur. 1921 w Rohatynie, zm. 1999) – polski działacz kombatancki pochodzenia żydowskiego, dyrektor generalny Komitetu do Spraw Radiofonii w latach 50 i 60. XX wieku (od 1960; Komitet do spraw Radia i Telewizji „Polskie Radio i Telewizja”).
W 1951 rozpoczął pracę w Polskim Radio. Początkowo pełnił funkcję dyrektora Biura Planowania, a następnie przez 18 lat był dyrektorem generalnym Radiokomitetu.
W 1955 został odznaczony Krzyżem Kawalerskim Orderu Odrodzenia Polski.

## Wybrana bibliografia autorska
- Organizacja i finansowanie Polskiego Radia i Telewizji na tle radiofonii i telewizji światowych (Warszawa, 1961)